# Junonia
Junonia — род дневных бабочек из семейства Нимфалиды, описанный Яковом Хюбнером в 1819 году. Включает 30—35 видов. Представители рода распространены на всех континентах, кроме Антарктиды. На крыльях сверху и часто снизу имеются глазчатые пятна. Центральная ячейка переднего крыла замкнутая. Глаза голые. Губные щупики покрыты волосками. На передних крыльях жилки R1, R2 не ветвятся и берут начало от центральной ячейки. R3, R4, R5 имеют общий ствол, который также начинается от центральной ячейки. К костальному краю переднего крыла выходят жилки R1 и R2, R3 выходит к вершине, а к внешнему краю крыла — R4, R5.

## Виды
Род включает в себя следующие виды: 
- Junonia adulatrix (Fruhstorfer, 1903)
- Junonia africana (Richelmann, 1913)
- Junonia almana (Linnaeus, 1758)
- Junonia ansorgei (Rothschild, 1899)
- Junonia artaxia (Hewitson, [1864])
- Junonia atlites (Linnaeus, 1763)
- Junonia chorimene (Guérin-Méneville, [1844])
- Junonia coenia Hübner, [1822]
- Junonia cytora] Doubleday, 1847 (фактически Salamis cytora)
- Junonia cymodoce (Cramer, 1777)
- Junonia erigone (Cramer, [1775])
- Junonia evarete (Cramer, [1779])
- Junonia genoveva (Cramer, [1780]
- Junonia goudotii (Boisduval, 1833)
- Junonia gregorii Butler, 1896
- Junonia hadrope Doubleday, [1847]
- Junonia hedonia (Linnaeus, 1764)
- Junonia hierta (Fabricius, 1798)
- Junonia intermedia (C. & R. Felder, [1867])
- Junonia iphita (Cramer, [1779])
- Junonia lemonias (Linnaeus, 1758)
- Junonia natalica (Felder, 1860)
- Junonia oenone (Linnaeus, 1758)
- Junonia orithya (Linnaeus, 1758)
- Junonia rhadama (Boisduval, 1833)
- Junonia schmiedeli (Fiedler, 1920)
- Junonia sophia (Fabricius, 1793)
- Junonia stygia (Aurivillius, 1894)
- Junonia terea (Druce, 1773)
- Junonia timorensis Wallace, 1869
- Junonia touhilimasa Vuillot, 1892
- Junonia tugela (Trimen, 1879)
- Junonia vestina C. & R. Felder, [1867]
- Junonia villida (Fabricius, 1787)
- Junonia westermanni Westwood, 1870

Первоначально виды J. ansorgei и J. cymodoce (оба африканские) традиционно включались в род Kallima, однако в настоящее время включение в последний, как правило, ограничивается азиатскими видами; изредка данные два вида выделяются в отдельный род Kamilla. Вид J. tugela иногда относят к роду Precis, а не Junonia.